# 김의 (명나라)
김의(金義) 또는 김에르케/예레케(金也列哥 김야열가, ? ~ ?)는 고려, 북원, 명나라의 무신으로, 금나라의 지배를 받았던 여진족(호인) 출신이다.

## 생애
1374년 동지밀직사사에 재임 중 호송관이 되어 명나라 사신 채빈 부자를 살해하고 임밀을 포로로 잡아 나하추에게 압송시키고, 본인은 북원에 귀순하였다. 이 사건으로 그의 어머니와 처가 상주의 관비가 되고, 명나라와 고려의 관계가 틀어져 그 누구도 명나라에 사신으로 가는 것이 어려워졌다. 그리고, 1376년까지 심양왕 탈탈불화를 고려의 왕에 즉위시키려고 했지만 탈탈불화의 죽음으로 실패하였다. 이때문에 고려에서 밀직부사 손언을 보내어 김의를 소환해 갈것을 청하였다. 이때문에 김의가 다시 돌아온다는 소문도 있었다. 조선 건국 이후, 사신으로 온 권근과 명나라 의진주에서 만나게 되는데, 이때 김의는 지휘관이 되어 남만을 정벌하고 돌아오는 길이였으며, 권근이 김의의 모친에 대한 근황을 알려주었는데 김의는 전혀 슬퍼할 기색이 보여지지 않았다.

## 김의가 등장하는 작품
- 《정도전》(KBS, 2014년~2014년, 배우:지성환)

## 같이 보기
- 안사기
- 나하추